# Eunice reducta
Eunice reducta är en ringmaskart som beskrevs av Fauchald 1970. Eunice reducta ingår i släktet Eunice och familjen Eunicidae. Inga underarter finns listade i Catalogue of Life.